# Cocinados
 (juillet 2021).
Si vous disposez d'ouvrages ou d'articles de référence ou si vous connaissez des sites web de qualité traitant du thème abordé ici, merci de compléter l'article en donnant les références utiles à sa vérifiabilité et en les liant à la section « Notes et références ».
Cocinados est une émission de télévision matinale chilienne, diffusée sur Telecanal et présentée par Daniel Valenzuela, Carolina Correa et Paulina Nin de Cardona.
Comme son nom l'indique, la cuisine est l'un des plats principaux de cet espace, qui a été diffusée du lundi au vendredi à 13h00, où aussi la célébrité nationale et intercional est devenu présent, par l'analyse de ses experts, le cinéma, la mode, les données de la cosmétologie et de la présence d'un invité quotidien lié à showbiz dans la plupart des chapitres.
Quelques mois sur l'air, cuits sont maintenant devenus l'une des attractions de Telecanal, et les artistes aussi, comme ce fut le cas de Daniel Valenzuela, qui s'est imposé comme un canal d'animateur est choisi pour représenter le Téléthon 2007 et 2008.
Au cours de l'été 2008, le programme passe à la terrasse de Point Conception, production en effectuant ce. À la fin de janvier, Paulina Nin de Cardona assister en tant qu'invité, pour finalement rendre compte que c'est comme pom-pom girl du programme, formant désormais un trio de pilotes. Cependant, Nin quitter le programme en avril de cette année pour se concentrer sur un nouveau projet dans le canal, qui n'a jamais donné naissance.
Pendant le reste de l'année, la nouvelle portée de constitution cuit: Marlen Olivari rejoint en tant que panéliste pendant quelques mois, et plus tard, le même qui s'est passé avec Carla Ballero.
Enfin, en octobre Telecanal annuler tous les programmes qui ne sont pas auto-réalisation de la voie, qui, cuit terminées, remplacé par Fascina TV, un programme avec les mêmes caractéristiques de son prédécesseur.

## Animateurs
- Daniel Valenzuela
- Carolina Correa
- Paulina Nin de Cardona

### Sources
- (es) Cet article est partiellement ou en totalité issu de l’article de Wikipédia en espagnol intitulé « Cocinados » (voir la liste des auteurs).